# Cofre de Perote
Cofre de Perote, originalmente Naupa-Tecutépetl (de Nāuhpa-Tēuctēpetl na língua náuatle), também conhecido como Nauhcampatépetl (ambas designações em náuatle significam algo como 'Lugar de Quatro Montanha' ou 'Montanha do Senhor dos Quatro Lugares'), é um vulcão extinto situado no estado mexicano de Veracruz, na zona em que o Eixo Neovulcânico, onde se situam todos os picos mais altos do México, se junta à Sierra Madre Oriental.
Este vulcão tem uma forma muito diferente do Pico de Orizaba (um estratovulcão), que se situa a sul do Cofre de Perote, sendo largo e em forma de escudo. O nome alude a um afloramento vulcânico semelhante a uma bossa situado no escudo, o qual constitui o cume da montanha. É facilmente visível contra as nuvens na imagem da infocaixa.
A norte do Cofre de Perote, situa-se a localidade de Perote, da qual a montanha herdou o nome. A área em que se encontra este vulcão está incluída no Parque Naciona Cofre de Perote.